# 1996 en rugby à XV
Cette page présente les faits marquants de l'année 1996 en rugby à XV : les principales compétitions et évènements liés au rugby à XV et rugby à sept ainsi que les décès de grandes personnalités de ces sports.

## Événements

### Janvier
- 7 janvier : le Stade toulousain s'adjuge la première Coupe d'Europe face au Cardiff RFC (18-21)[1].

### Mars
- 16 mars : le XV d'Angleterre remporte le Tournoi des Cinq Nations.
  - Article détaillé : Tournoi des Cinq Nations 1996

### Mai
- 25 mai les Auckland Blues remportent la première édition du Super 12[2].
- Bath est sacré champion d'Angleterre
- ? mai : vingtième édition de la Coupe Ibérique. Les Espagnols du CD Arquitectura l'emportent 18-16 face aux Portugais du GDS Cascais, glanant ainsi leur deuxième titre dans la compétition.

### Juin
- 1er juin : le Stade toulousain remporte le champion de France après avoir battu le CA Brive en finale (20-13)[3].

### Août
- L'édition inaugurale du Tri-nations a été remporté par la Nouvelle-Zélande qui gagne ses quatre matchs[4].

## Principales naissances
- 15 novembre : Antoine Dupont, joueur français.